# Lalawa
Lalawa ist ein osttimoresischer Suco im Verwaltungsamt Tilomar (Gemeinde Cova Lima). Im Norden des Sucos liegt der Ort Tilomar.

## Geographie
Der Suco liegt im Westen des Verwaltungsamts Tilomar am Ufer der Timorsee. Westlich liegt der ebenfalls zu Tilomar gehörende Suco Beiseuc, östlich der Suco Maudemo. Jenseits des Flusses Maubui liegt im Norden das Verwaltungsamt Fohorem mit seinem Suco Fohoren. Der Maubui mündet an der Nordostgrenze von Lalawa in den Tafara. Am anderen Ufer liegt das Verwaltungsamt Suai mit seinem Suco Debos.
Vor der Gebietsreform 2015 hatte Lalawa eine Fläche von 86,49 km². Der Suco verlor Gebiete im Westen an Beiseuc, darunter seine Grenze zu Indonesien, den See Onu Laran und die Orte We Taba, Walabaru und Tulaeduc Bawah. Im Nordosten gewann Lalawa Gebiete von Maudemo. Auch die restliche Grenzziehung wurde leicht verändert. Nach der Gebietsreform beträgt die Fläche 66,69 km².
Durch den Norden des Sucos führt eine Überlandstraße, die östlich nach Suai führt und sich westlich nach Fohoren und nach Fatumea aufteilt. An ihr und ihre Nebenstraße liegen der Ort Tilomar und seine Nachbarorte Kota Foun (Kotafoun), Halemea (Halimea), Maudemo (Maudemu), Tulaeduc (Tulaiduk) und Ai Oan. Nahe der Südküste liegen die Dörfer Halemea Bawah (Halimea Bawah) und Salele Bot.
Der Ort Tilomar verfügt über eine Grundschule (Escola Primaria Lalawa), einen Hubschrauberlandeplatz und eine medizinische Station. Halemea Bawah und Tulaeduc haben ebenfalls über eine Grundschule, Tilaeduc zudem über einen Hubschrauberlandeplatz für Notfälle.
Im Suco befinden sich die fünf Aldeias Ai Oan, Bitis, Halemea, Kota Foun und Salele Bot. Die sechste Aldeia Tulaeduc verschwand mit der Gebietsreform von 2015.

## Einwohner

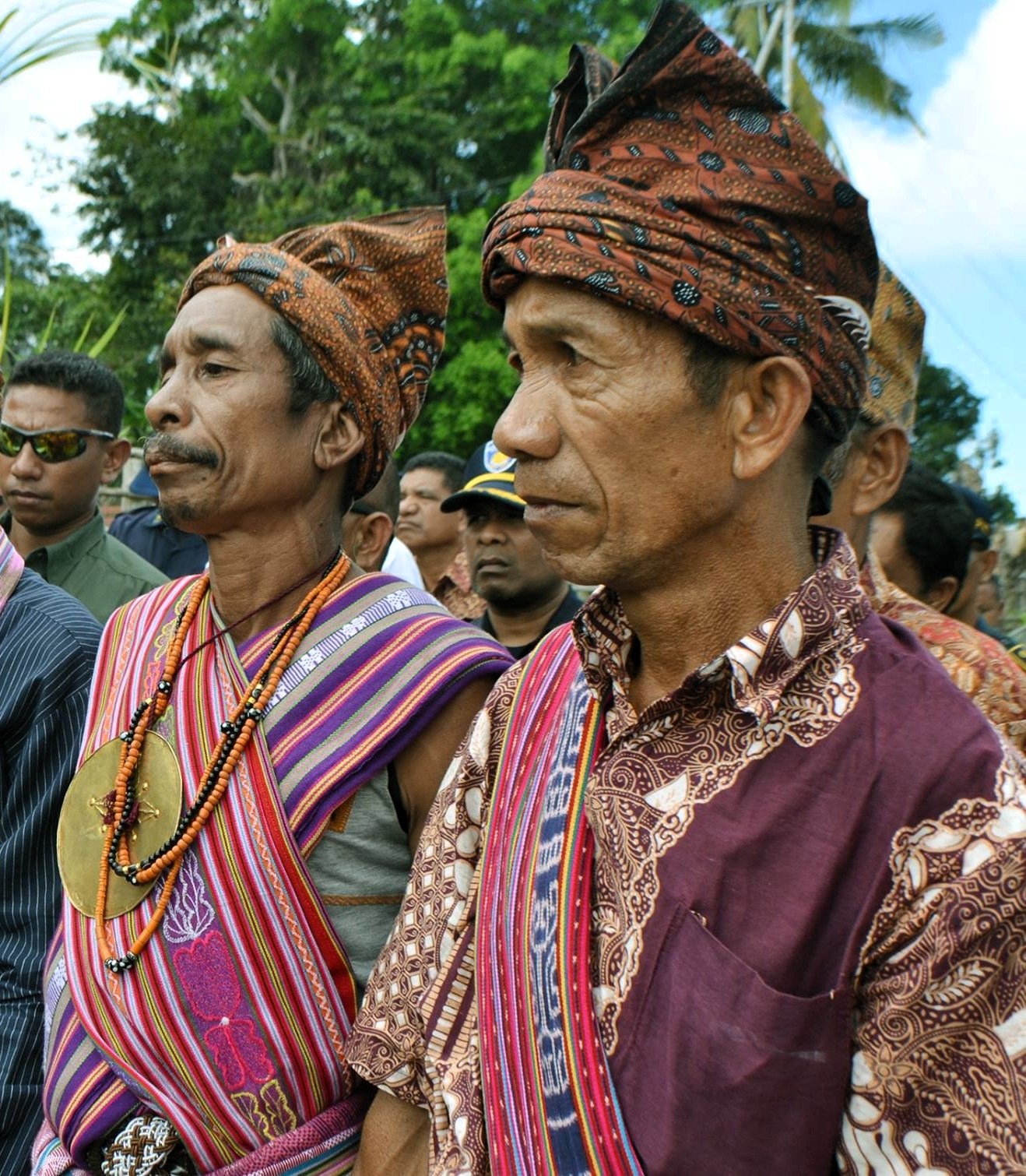
Männer in traditioneller Tracht (2016)

In Lalawa leben 1.771 Einwohner (2022), davon sind 955 Männer und 816 Frauen. Im Suco gibt es 448 Haushalte. Fast 60 % der Einwohner geben Tetum Terik als ihre Muttersprache an. Über 35 % sprechen Bunak und eine Minderheit Tetum Prasa.

## Geschichte
Lalawa war eines der traditionellen Reiche Timors, die von einem Liurai regiert wurden. Es erscheint auf einer Liste von Afonso de Castro, einem ehemaligen Gouverneur von Portugiesisch-Timor, der im Jahre 1868 47 Reiche aufführte. Gouverneur José Celestino da Silva führte im März 1895 eine Offensive gegen Lalawa, Casabauc und weitere benachbarte Reiche, um sie endgültig für Portugal zu unterwerfen.
Die Bunak im höher gelegenen Teil von Lalawa und in Beiseuc kamen in einem großen Flüchtlingsstrom aus dem Kreis Bobonaro, als sie im Zweiten Weltkrieg vor der japanischen Armee flohen. Guerillaeinheiten der Alliierten hatten gegen die Japaner von Lolotoe und dem Ort Bobonaro aus operiert, woraufhin im August 1942 die japanischen Truppen Vergeltungsmaßnahmen gegen die Zivilbevölkerung in Bobonaro durchführten, was vermutlich mehreren Zehntausend Menschen das Leben kostete und andere in die Flucht trieb. Die Bunak im Flachland wurden aus nördlichen Sucos Cova Limas, wie Fatululic und Taroman, durch die indonesische Besatzungsmacht zwangsumgesiedelt. Offizielles Ziel war ein Entwicklungsprogramm für den Reisanbau.

## Politik

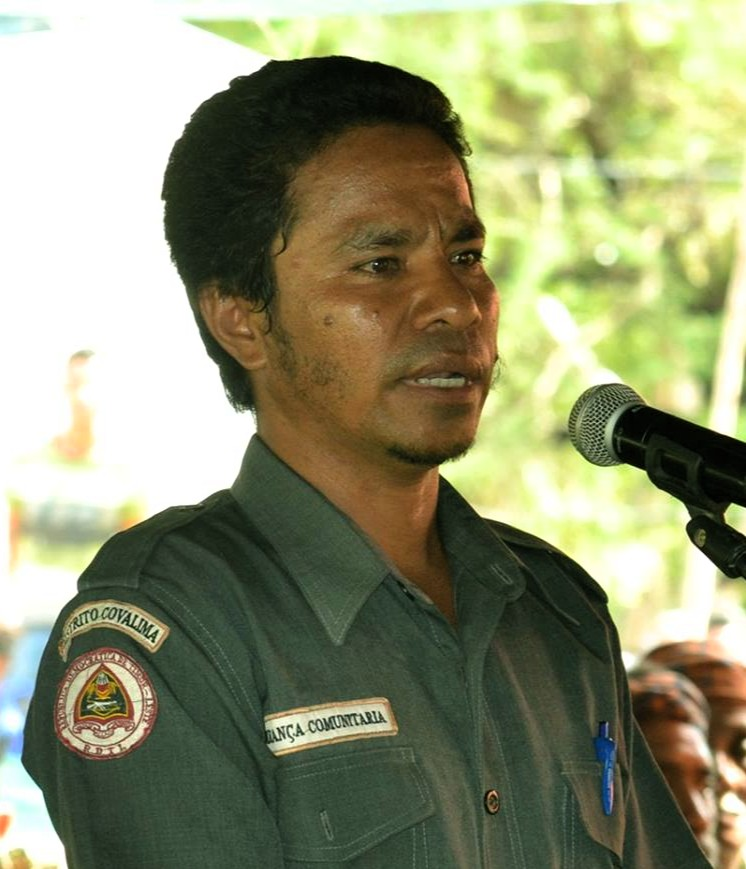
Edinho Moniz do Rego (2016)

Bei den Wahlen von 2004/2005 wurde Joselino da Silva zum Chefe de Suco gewählt. Bei den Wahlen 2009 gewann Edinho Moniz do Rego und 2016 João A. Ximenes.